# Calytrix superba
Calytrix superba är en myrtenväxtart som beskrevs av Charles Austin Gardner och Alexander Segger George. Calytrix superba ingår i släktet Calytrix och familjen myrtenväxter. Inga underarter finns listade i Catalogue of Life.